# Eobia
Eobia (лат.) — род жуков-узкокрылок.

## Распространение
Виды известны из Японии и Китая; в России пока не найдены.

## Описание
Тело жуков от умеренно до сильно выпуклого, имеет жёлтый, бурый окрас, иногда надкрылья тёмно-зелёные или с другим металлическим оттенком. Последний членик челюстных щупиков от узко-секировидного до ножевидного. Глаза умеренно или сильно выпуклые, заметно выемчатые. Усики длинные, нитевидные, последний членик слегка выемчатый или перетянутый. Переднеспинка примерно одинаковой длины и ширины. Предпоследний членик лапок сильно расширенный и двулопастный. Коготки простые. Надкрылья параллельносторонние и немного суженные к вершине, жилки слабо развитые, вторая жилка отчётливая только в базальной части.

## Виды
- вид: Eobia ambusta Lewis, 1895
- вид: Eobia apicifusca Lea
- вид: Eobia bakeri Pic, 1925
- вид: Eobia bicolor (Fairmaine, 1849)
- вид: Eobia cinereipennis (Motschulsky, 1866)
- вид: Eobia collaris (Sharp)
- вид: Eobia curticornis Pic, 1911
- вид: Eobia decolor (Fairmaine, 1849)
- вид: Eobia florilega Lewis, 1895
- вид: Eobia fusciventris (Blair, 1926)
- вид: Eobia kanack (Fairmaine, 1849)
- вид: Eobia sinensis Gemminger, 1870)